# Olga Rönnberg
Olga Rönnberg (f d Altsved), född 26 mars 1973, var under 2011 coach i TV-programmet Biggest Loser (Sverige) i TV4. 
Hon är en licensierad personlig tränare med inriktning på gravida och nyblivna mammor. Hon driver det egna företaget MammaFitness Sweden, genom vilket hon skapade och lanserade konceptet och träningsformen Mamma BootCamp. Hon driver en av Sveriges största  träningsbloggar och är träningsredaktör i tidningen Mama.  Rönnberg ersatte Tanja Djelevic som i TV-programmet Biggest Loser (Sverige) i TV4. Inspelningarna startade sommaren 2011.
Under hösten 2012 medverkar hon tillsammans med Ann-Sofi Reisek, Heidi Andersson och Isabella de Salareff i "Fångarna På Fortet. Laget heter "Muskeltjejerna" och de kommer möta "Muskelkillarna" som består av: Jörgen Kruth, Roger Zapfe, Mårten Nylén och Johan "Plexus" Odelmark